# Sammy N'Djock
Sammy N'Djock (n. Yaundé, Camerún, el 25 de febrero de 1990) es un futbolista camerunés. Juega de portero y su equipo actual es el Antalyaspor de la Superliga de Turquía.

## Trayectoria

### Inicios
Nacido en Yaundé, N'Djock se graduó de las divisiones inferiores del club francés Lille, e hizo su debut con el segundo equipo en el Championnat de France amateur en la temporada 2006-07.

### Antalyaspor
N'Djock fichó con el Antalyaspor de la Süper Lig de Turquía en agosto de 2010, e hizo su debut profesional a finales de ese mes, en un empate sin goles frente al Trabzonspor. Jugó siete partidos en su temporada debut en 2010-11, y repitió con la misma cantidad de encuentros en la temporada siguiente.
En agosto de 2013, N'Djock fue enviado a préstamo por toda lat emporada al Fethiyespor, un equipo recientemente ascendido a la Segunda División de Turquía. Fue titular durante toda la campaña, jugando además los 90 minutos en la victoria 2-1 del equipo en la Copa de Turquía frente al gigante turco del Fenerbahçe.

## Clubes
| Club                     | País    | Año           |
| ------------------------ | ------- | ------------- |
| Antalyaspor              | Turquía | 2010-presente |
| Fethiyespor (a préstamo) | Turquía | 2013-2014     |

## Selección nacional
N'Djock hizo su debut internacional con la selección mayor de Camerún el 2 de junio de 2013, siendo titular y jugando los 90 minutos en un partido amistoso frente a Ucrania. Fue seleccionado por Volker Finke en la lista provisional de 28 jugadores con miras a la Copa Mundial de Fútbol de 2014, siendo confirmado semanas después en la lista final de jugadores que participaron del torneo.